# کالدرانانشراپور
کالدرانانشراپور (به لاتین: Kaldrananeshreppur) یک منطقهٔ مسکونی در ایسلند است که در وست‌فیردیر واقع شده‌است. کالدرانانشراپور ۳۸۷ کیلومتر مربع مساحت و ۱۰۵ نفر جمعیت دارد.